# HSHノルトバンク
ハンブルク商業銀行は、ドイツの州立銀行の一つ。ドイツ北部のシュレースヴィヒ＝ホルシュタイン州とハンブルク（都市州）の共同出資による銀行であり、本拠はハンブルクに置いている。
ハンブルガーSVの本拠サッカースタジアムであるHSHノルトバンク・アレーナのネーミングライツを2007年に取得。
2007年8月に巨額のサブプライムローンを取得していることが報道された。